# William Thomas Collings
William Thomas Collings (4 de septiembre de 1823 – 7 de marzo de 1882) fue un clérigo de la Iglesia de Inglaterra que se desempeñó como señor de Sark desde 1853 hasta su muerte en 1882.

## Biografía
Collings era hijo de Marie y Thomas Guerin Collings (1786–1832). Su abuelo materno, el corsario de Guernsey John Allaire, en 1844, le concedió una hipoteca al señor de la isla, Ernest le Pelley. En 1852, tanto el señor como el abuelo de Collings habían muerto. El sucesor del Seigneur, Pierre Carey le Pelley, no pudo pagar la hipoteca y tuvo que vender el feudo de Sark a Marie Collings, la heredera de Allaire. Collings fue ordenado diácono de la Iglesia de Inglaterra el mismo año en la Catedral de Wells, donde se desempeñó como coadjutor antes de ser ordenado sacerdote al año siguiente. El historiador de Guernsey, James Marr, niega que llegara a ser canónigo de la Catedral de Wells, calificándolo de «afirmación repetida con frecuencia pero completamente falsa».

### Señor de Sark
La madre de Collings murió solo un año después de convertirse en Dame of Sark y él heredó el feudo. Al igual que los Le Pelley (los anteriores señores de Sark) habían hecho cuando compraron el feudo un siglo antes, Collings usó la fortuna familiar, adquirida por el corso, para ampliar y renovar su residencia, La Seigneurie. Al igual que su predecesor, compró la vivienda vecina y, por lo tanto, obtuvo el tercer voto en la Chief Pleas (del francés Chefs Plaids), el parlamento de Sark.
Como señor de Sark, Collings estaba interesado en mejorar el bienestar de la comunidad. Mejoró la escolarización y fomentó la construcción de pequeños hoteles, buscando incentivar la recién desarrollada industria del turismo. Su prioridad era velar por la defensa de la isla, de cuya milicia estaba muy orgulloso. Collings estaba decidido a compensar los años de negligencia señorial de sus predecesores, y utilizó sus recursos personales para ese fin. En 1855, de acuerdo con su formación eclesiástica, Collings cedió un terreno a la iglesia para un nuevo cementerio y, esforzándose por desalentar el vicio, hizo construir una prisión en la isla. En 1864, ofreció una casa para el uso del maestro de escuela de Sark con la condición de que fuera anglicano y, al hacerlo, ofendió enormemente a los numerosos metodistas de Chief Pleas. Fue miembro de la Royal Photographic Society de 1853 a 1854.
Collings amaba su feudo de Sark pero, al igual que los Pelley, solo lo usaba como residencia de verano, prefiriendo pasar los inviernos en la vecina isla de Guernsey. El 28 de noviembre de 1872, mientras Collings navegaba desde Sark para pasar el invierno en Guernsey el barco chocó contra una roca y se hundió. El Seigneur escapó por poco de ahogarse, pero nunca recuperó su equipaje, que contenía la carta original de la concesión de Sark de 1565 de la reina Isabel I a Helier de Carteret. Una copia de la carta se conserva en la Oficina de Registro Público de Londres.

### Familia

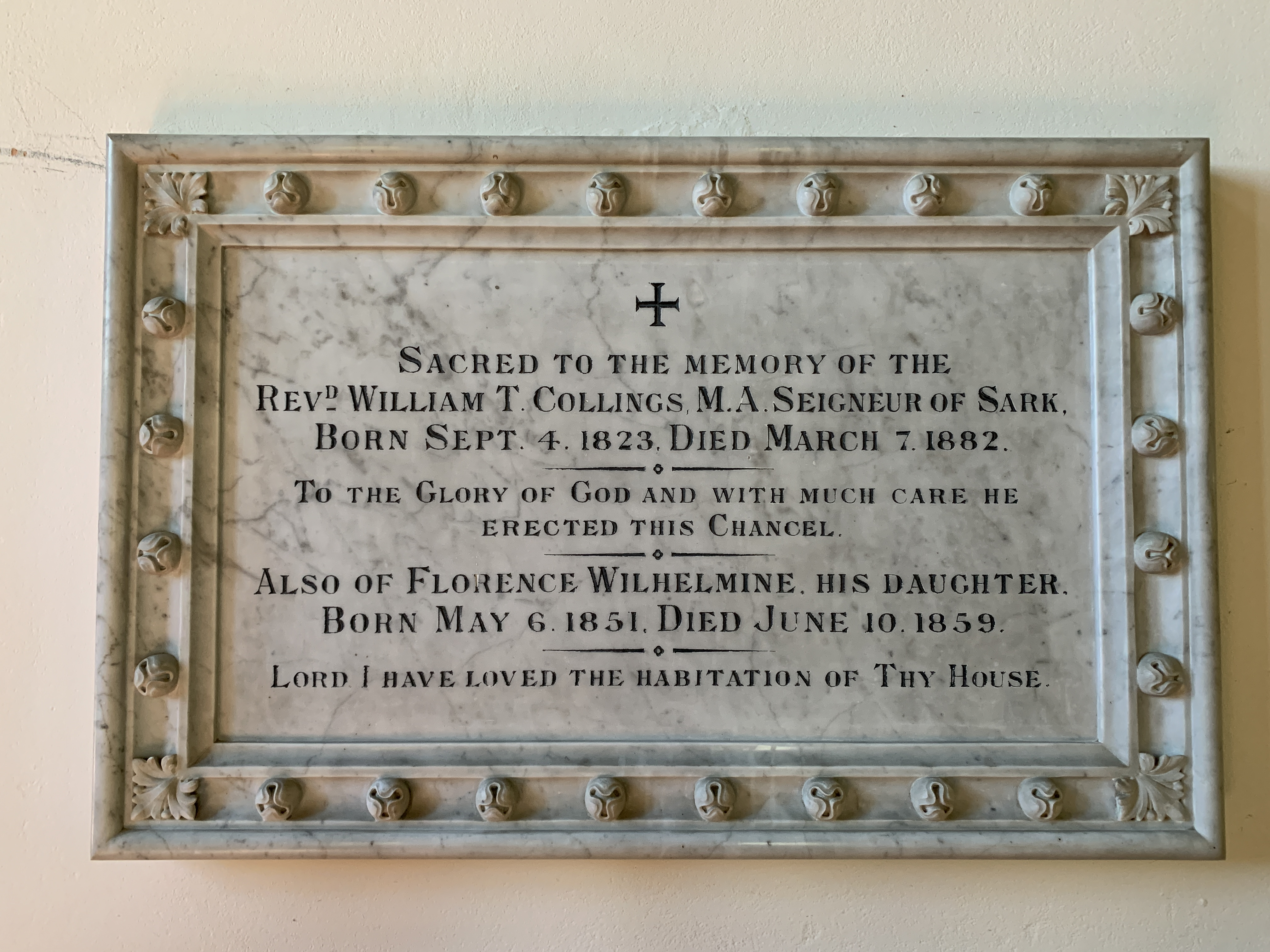
Placa conmemorativa en la Iglesia Anglicana de San Pedro en Sark

Collings se casó con su prima Louisa, una coleccionista y liquenóloga aficionada, el 15 de junio de 1847. La ceremonia fue dirigida por su hermano, William Collings Lukis, en la iglesia de St Saviour. Tuvieron cuatro hijas y dos hijos, William Frederick (1852-1927) y Henry de Vic (1855-1872). William Frederick, el heredero presuntivo, era exactamente lo contrario de su padre, y los dos nunca se llevaron bien. Collings fue sucedido por su hijo a su muerte el 7 de marzo de 1882. Le sobrevivieron su esposa, su hijo mayor y su hija mayor, Mary Edmeades.